# Семёнов, Василий Семёнович
Василий Семёнович Семёнов (20 марта 1933 года, Большая Выла — 13 июля 2002 года, Чебоксары) — советский и российский тренер по лёгкой атлетике. Мастер спорта СССР (1963). Заслуженный тренер РСФСР (1978).

## Биография
Родился 20 марта 1933 года в селе Большая Выла Аликовского района Чувашской Республики. У него есть два брата — Геннадий (род. 1945) и Виктор (род. 1949).
Воспитанник Чебоксарской спортивной школы молодежи. Окончил физико-математический факультет Чувашского государственного педагогического института им. И. Я. Яковлева. Многократный чемпион и рекордсмен Чувашии по спортивной ходьбе.
После окончания карьеры спортсмена Василий Семёнович работал тренером Чебоксарской спортивной школы молодежи и Чебоксарской школы высшего спортивного мастерства.
С 1993 года в Аликовском районе ежегодно проводятся соревнования по спортивной ходьбе на призы «Братьев Сёменовых».
Василий Семёнович умер 11 июля 2002 года в Чебоксарах.
За свою тренерскую карьеру Семёнов воспитал более 70 мастеров спорта СССР и России по лёгкой атлетике, среди которых:
- Гиана Романова — чемпионка Европы 1978 года, двукратная чемпионка СССР (1976, 1979)[6],
- Михаил Алексеев — бронзовый призёр чемпионата Европы среди юниоров 1970 года,
- Виктор Семёнов — участник Олимпийских игр 1976 года, мастер спорта СССР международного класса, заслуженный тренер России и СССР,
- Геннадий Семёнов — мастер спорта СССР, заслуженный тренер России и СССР,
- Михаил Кузнецов — мастер спорта СССР, заслуженный тренер России и СССР,
- Олег Андреев — бронзовый призёр соревнований «Дружба-84», мастер спорта СССР международного класса,
- Ольга Россеева — чемпионка Европы среди юниоров 1999 года, двукратная чемпионка России (2001, 2007)[1],
- Галина Александрова — пятикратный призёр чемпионатов России,
- Александр Яргунькин — двукратный чемпион России (2014, 2015).

## Награды и звания
- Орден «Знак Почёта» (1971)[7].
- Заслуженный тренер РСФСР (1978).
- Заслуженный работник физической культуры и спорта Чувашской Республики (1992).
- Отличник физической культуры и спорта СССР.
- Судья всесоюзной категории по лёгкой атлетике.